# Trận Haspres (1914)
Trận Haspres là một trận đánh trong cuộc Chiến tranh thế giới thứ nhất, đã diễn ra vào ngày 25 tháng 8 năm 1914 trong giai đoạn giao thời giữa Trận Biên giới Bắc Pháp và cuộc Đại rút lui. Quân đội Đế quốc Đức đã đánh chiếm được commune Haspres từ tay Pháp.

## Bối cảnh lịch sử
Vào ngày 3 tháng 8 năm 1914, Đức tuyên chiến với Pháp. Ngày hôm sau, người Đức đã thực thi Kế hoạch Schlieffen, vi phạm sự trung lập của Bỉ và Luxembourg và tiến đánh vùng núi Ardennes của Bỉ.
Vào ngày 12 tháng 8, quân đội Đức đã đến Huy. Vào ngày 16 tháng 8, họ tiến hành vượt sông Meuse giữa Namur và Liège, vào ngày 21 tháng 8 họ chiếm được Charleroi và Mons. Đến ngày 22 tháng 8, họ tiến vào Valenciennois và kéo thẳng đến Cambrai.

## Lực lượng của Pháp
- Sư đoàn Bộ binh số 84
  - Lữ đoàn Bộ binh số 167 – tướng Paul André Marie Roederer
    - Trung đoàn Bộ binh Nội địa số 25
    - Trung đoàn Bộ binh Nội địa số 26

  - Lữ đoàn Bộ binh số 168 - Đại tá d’Harcourt
    - Trung đoàn Bộ binh Nội địa số 27
    - Trung đoàn Bộ binh Nội địa số 28